# Цветовые пространства RGB

Диаграмма цветности CIE 1931 года, показывающая некоторые цветовые пространства RGB, определенные их треугольниками цветности.

Цветовое пространство RGB (аббревиатура английских слов red, green, blue — красный, зелёный, синий) — это любое аддитивное цветовое пространство, основанное на цветовой модели RGB.
Цветовые пространства RGB обычно описывают входной сигнал, поступающий на устройства отображения, такие как телевизионные экраны и компьютерные мониторы.

## Определение

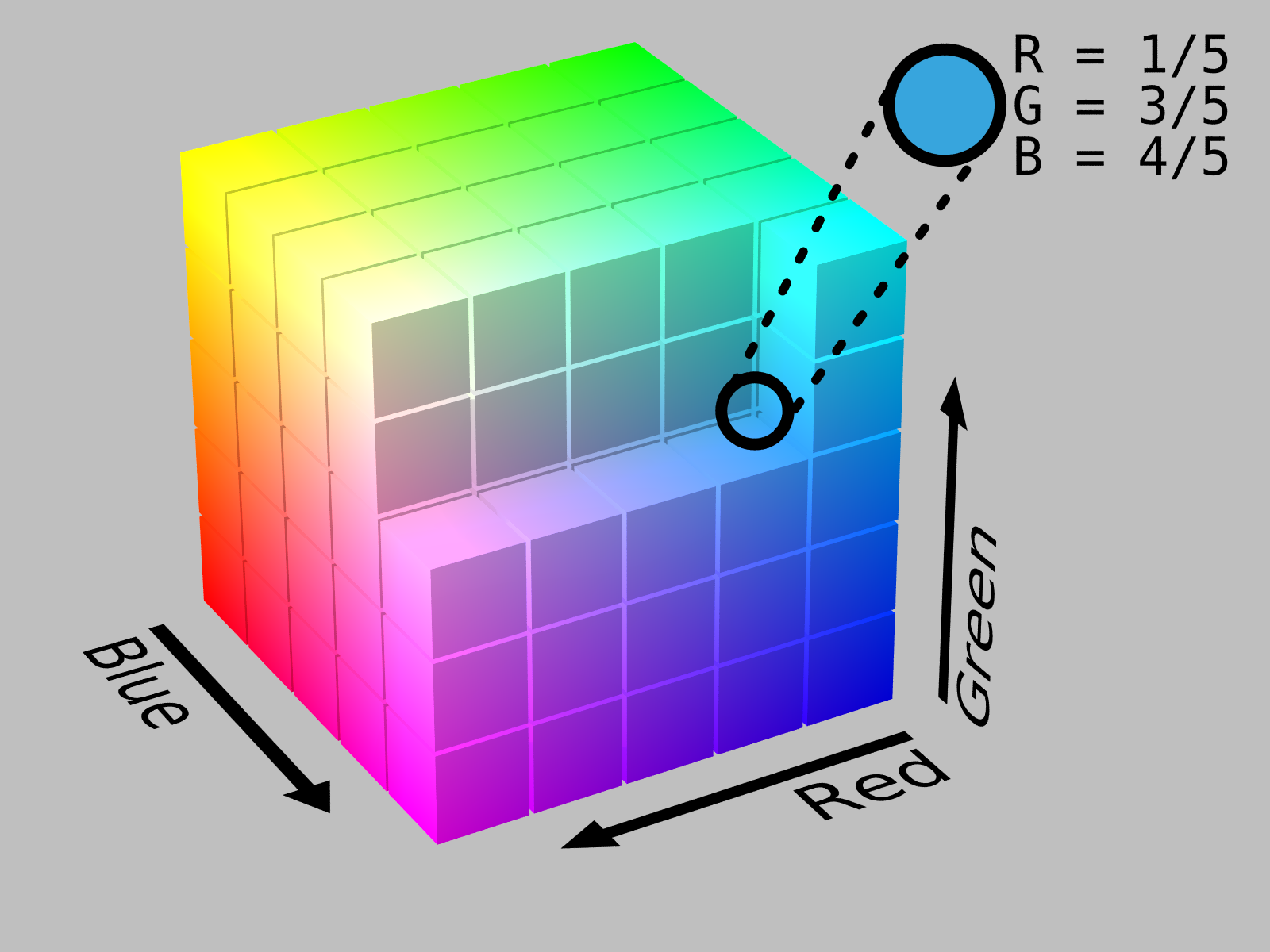
RGB-куб

Человеческий глаз содержит три типа цветочувствительных колбочек. Каждая клетка реагирует на свет длинной, средней или короткой длины волны, который мы обычно классифицируем как красный, зеленый и синий.
Цветовое пространство RGB определяется следующими характеристиками:
- Координаты цветности аддитивных основных цветов — красного, зеленого и синего.
- Цветность точки белого, которая обычно является стандартным источником света.
- Передаточная функция, также известная как кривая тонального отклика или гамма, которая отображает цветность на трехстимулные значения.

Цветовое пространство RGB использует основные цвета цветовой модели RGB. Смешивание трех основных цветов в разных пропорциях создает восприятие всех остальных цветов. Применяя закон Грассмана об аддитивности света, можно получить диапазон цветов, заключенный в треугольник на диаграмме цветности, определенной с помощью основных цветов в качестве вершин. Кривая тонального отклика и точка белого дополнительно определяют возможные цвета, создавая объем кодируемых цветов, заключенный в трёхмерном треугольнике.

## Использование

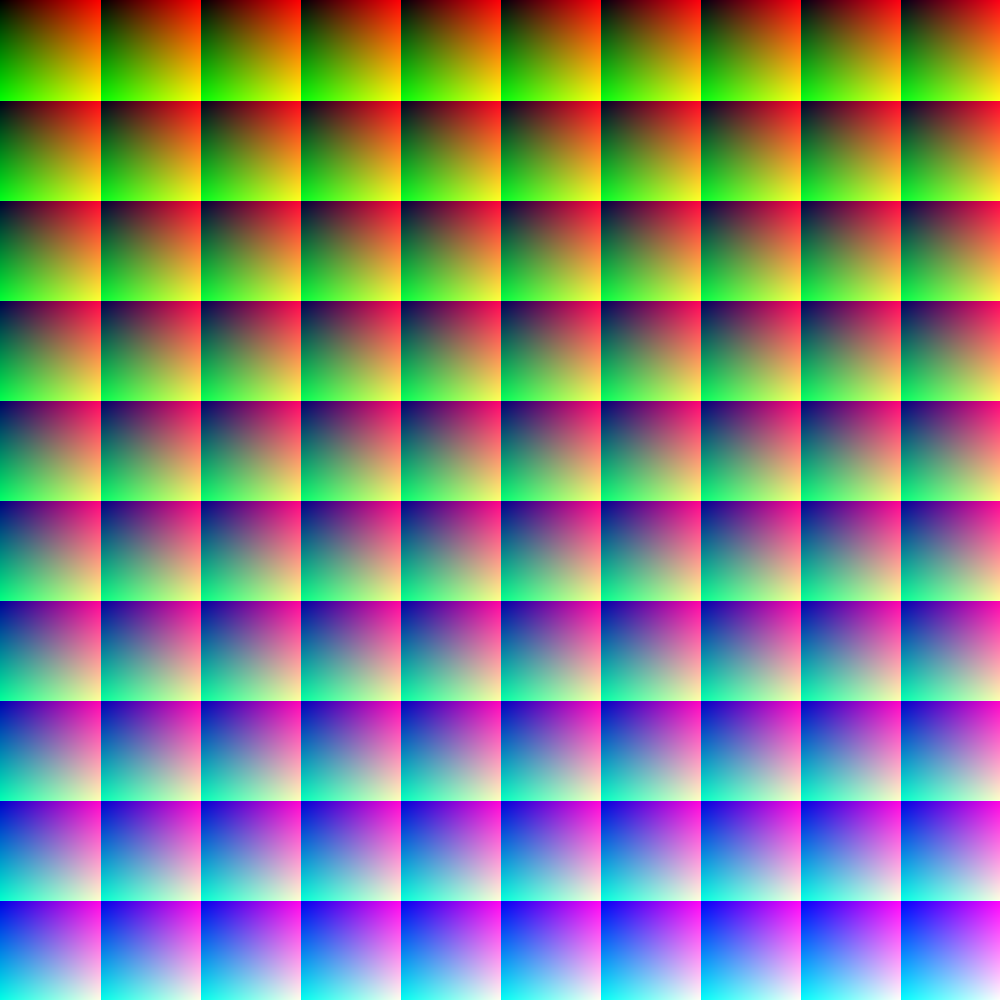
Один миллион цветов в пространстве RGB, видимый на полноразмерном изображении.

Цветовые пространства RGB хорошо подходят для описания электронного отображения цвета, например, компьютерных мониторов и цветного телевидения. Эти устройства часто воспроизводят цвета с помощью массива красных, зеленых и синих люминофоров, возбуждаемых электронно-лучевой трубкой (ЭЛТ), или массив красных, зеленых и синих ЖК-дисплеев, освещаемых подсветкой, и поэтому естественно описываются аддитивной цветовая моделью с основными цветами RGB.
Первые примеры цветовых пространств RGB появились с принятием стандарта цветного телевидения NTSC в 1953 году в Северной Америке, за которым последовали PAL и SECAM, охватившие остальной мир. Эти ранние пространства RGB частично определялись люминофором, используемым в ЭЛТ, использовавшимися в то время, и гаммой электронного луча. Хотя эти цветовые пространства воспроизводили заданные цвета с использованием аддитивных основных цветов красного, зеленого и синего, сам широковещательный сигнал кодировался из компонентов RGB в составной сигнал, такой как YIQ, и декодировался приемником обратно в сигналы RGB для отображения.
HDTV использует цветовое пространство BT.709, позже адаптированное для компьютерных мониторов в sRGB . Оба используют одни и те же основные цвета и точку белого, но разные передаточные функции. Передаточная функция sRGB имеет более низкое значение покателя степени ("гаммы"), чем Rec. 709. поскольку HDTV предназначен для темной гостиной, а sRGB — для более ярких офисных пространств. Цветовой охват этих пространств ограничен —покрывается только 35,9% цветового охвата CIE 1931 года. Это позволяет использовать ограниченную разрядность без возникновения цветовых полос и, следовательно, уменьшает полосу пропускания передачи, но в то же время это мешает кодированию глубоко насыщенных цветов, которые могут быть доступны в альтернативных цветовых пространствах. Некоторые цветовые пространства RGB, такие как Adobe RGB и ProPhoto, предназначенные для создания, а не передачи изображений, разработаны с расширенными цветовыми охватами для решения этой проблемы, однако это не означает, что в большем пространстве «больше цветов». Числовое количество цветов связано с битовой глубиной, а не с размером или формой цветового охвата. Большое пространство с низкой битовой глубиной может отрицательно сказаться на плотности цветового охвата и привести к высокой {\displaystyle \Delta E} ошибки  .
Более поздние цветовые пространства, такие как Rec. 2020 для UHD-телевизоров определяет чрезвычайно широкий цветовой охват, покрывающий 63,3% пространства CIE 1931. Этот стандарт в настоящее время невозможно реализовать с помощью современной технологии ЖК-дисплеев, и в настоящее время разрабатываются альтернативные архитектуры, такие как устройства на основе квантовых точек  или OLED  .

## Характеристики цветовых пространств RGB
| Цветовое пространство | Стандарт                     | Год        | Точка белого | Основные цвета | Основные цвета | Основные цвета | Основные цвета | Основные цвета | Основные цвета | Гамма дисплея (показатель степени) | Параметры передаточной функции | Параметры передаточной функции | Параметры передаточной функции | Параметры передаточной функции | Параметры передаточной функции |
| Цветовое пространство | Стандарт                     | Год        | Точка белого | Красный        | Красный        | Зеленый        | Зеленый        | Синий          | Синий          | Гамма дисплея (показатель степени) | γ                              | α                              | β                              | δ                              | βδ                             |
| Цветовое пространство | Стандарт                     | Год        | Точка белого | xʀ             | yʀ             | xɢ             | yɢ             | xʙ             | yʙ             | EOTF                               | γ                              | a + 1                          | K0/φ = Et                      | φ                              | K0                             |
| --------------------- | ---------------------------- | ---------- | ------------ | -------------- | -------------- | -------------- | -------------- | -------------- | -------------- | ---------------------------------- | ------------------------------ | ------------------------------ | ------------------------------ | ------------------------------ | ------------------------------ |
| NTSC-J                | Основано на NTSC(M)          | 1987       | D93          | 0.63           | 0.34           | 0.31           | 0.595          | 0.155          | 0.07           | 2.5                                |                                |                                |                                |                                |                                |
| NTSC, MUSE            | SMPTE RP 145 (C), 170M, 240M | 1987       | D65          | 0.63           | 0.34           | 0.31           | 0.595          | 0.155          | 0.07           | 2.5                                | 20/9                           | 1.1115                         | 0.0057                         | 4                              | 0.0228                         |
| Apple RGB             | (компьютер Apple)            |            | D65          | 0.625          | 0.34           | 0.28           | 0.595          | 0.155          | 0.07           | 1.8                                |                                |                                |                                |                                |                                |
| PAL / SECAM           | EBU 3213-E, BT.470/601 (B/G) | 1970       | D65          | 0.64           | 0.33           | 0.29           | 0.60           | 0.15           | 0.06           | 2.8                                | 14/5                           |                                |                                |                                |                                |
| sRGB                  | IEC 61966-2-1                | 1996, 1999 | D65          | 0.64           | 0.33           | 0.30           | 0.60           | 0.15           | 0.06           | 2.2                                | 12/5                           | 1.055                          | 0.0031308                      | 12.92                          | 0.04045                        |
| scRGB                 | IEC 61966-2-2                | 2003       | D65          | 0.64           | 0.33           | 0.30           | 0.60           | 0.15           | 0.06           | 2.2                                | 12/5                           | 1.055                          | 0.0031308                      | 12.92                          | 0.04045                        |
| HDTV                  | ITU-R BT.709                 | 1999       | D65          | 0.64           | 0.33           | 0.30           | 0.60           | 0.15           | 0.06           | 2.4                                | 20/9                           | 1.099                          | 0.004                          | 4.5                            | 0.018                          |
| Adobe RGB             | (Adobe)                      | 1998       | D65          | 0.64           | 0.33           | 0.21           | 0.71           | 0.15           | 0.06           | 2.2                                | 563/256                        |                                |                                |                                |                                |
| M.A.C.                | ITU-R BO.650-2               | 1985       | D65          | 0.67           | 0.33           | 0.21           | 0.71           | 0.14           | 0.08           | 2.8                                |                                |                                |                                |                                |                                |
| NTSC-FCC              | ITU-R BT.470/601 (M)         | 1953       | C            | 0.67           | 0.33           | 0.21           | 0.71           | 0.14           | 0.08           | 2.5                                | 11/5                           |                                |                                |                                |                                |
| PAL-M                 | ITU-R BT.470-6               | 1972       | C            | 0.67           | 0.33           | 0.21           | 0.71           | 0.14           | 0.08           | 2.2                                |                                |                                |                                |                                |                                |
| eciRGB                | ISO 22028-4                  | 2008, 2012 | D50          | 0.67           | 0.33           | 0.21           | 0.71           | 0.14           | 0.08           | 1.8                                | 3                              | 1.16                           | 0.008856                       | 9.033                          | 0.08                           |
| DCI-P3                | SMPTE RP 431-2               | 2011       | 6300K        | 0.68           | 0.32           | 0.265          | 0.69           | 0.15           | 0.06           | 2.6                                | 13/5                           |                                |                                |                                |                                |
| Display P3            | SMPTE EG 432-1               | 2010       | D65          | 0.68           | 0.32           | 0.265          | 0.69           | 0.15           | 0.06           | ~2.2                               | 12/5                           | 1.055                          | 0.0031308                      | 12.92                          | 0.04045                        |
| UHDTV                 | ITU-R BT.2020, BT.2100       | 2012, 2016 | D65          | 0.708          | 0.292          | 0.170          | 0.797          | 0.131          | 0.046          | 2.4                                |                                | 1.0993                         | 0.018054                       | 4.5                            | 0.081243                       |
| Wide Gamut            | (Adobe)                      |            | D50          | 0.7347         | 0.2653         | 0.1152         | 0.8264         | 0.1566         | 0.0177         | 2.2                                | 563/256                        |                                |                                |                                |                                |
| RIMM                  | ISO 22028-3                  | 2006, 2012 | D50          | 0.7347         | 0.2653         | 0.1596         | 0.8404         | 0.0366         | 0.0001         | 2.222                              | 20/9                           | 1.099                          | 0.0018                         | 5.5                            | 0.099                          |
| ProPhoto (ROMM)       | ISO 22028-2                  | 2006, 2013 | D50          | 0.734699       | 0.265301       | 0.159597       | 0.840403       | 0.036598       | 000105         | 1.8                                | 9/5                            | 1                              | 0.001953125                    | 16                             | 0.031248                       |
| CIE RGB               | CIE 1931 color space         | 1931       | E            | 0.73474284     | 0.26525716     | 0.27377903     | 0.7174777      | 0.16655563     | 0.00891073     |                                    |                                |                                |                                |                                |                                |
| CIE XYZ               | CIE 1931 color space         | 1931       | E            | 1              | 0              | 0              | 1              | 0              | 0              |                                    | 1                              |                                |                                |                                |                                |

Стандарт цветового пространства CIE 1931 определяет как пространство CIE RGB, которое является цветовым пространством RGB с монохроматическими основными цветами, так и цветовое пространство CIE XYZ, которое функционально аналогично линейному цветовому пространству RGB, однако основные цвета не являются физически реализуемыми, поэтому не описываются как красный, зеленый и синий.